# 神納花
神納 花（かの はな、1987年11月13日 - ）は、日本のAV女優、AV監督。

## 略歴
岩手県出身。高校卒業後に結婚と出産を経験、シングルマザーとして子を育てるためSM業界、AV業界に飛び込んだ。SM嬢を経て、2009年に「管野 しずか」（かんの しずか）名義でデビュー。デビュー時は名東所属。
3年間の休養を経て2016年より「神納花」の芸名で活動している。休養中は保育士として勤務していた。所属事務所は休養前の担当マネージャーが立ち上げたアトラクティブ。
管野時代から演技力を評価され、数々の映画にも出演。2018年度ぴんくりんく最優秀主演女優賞受賞。
2020年3月よりAV監督としても活動を開始。デビュー作の撮影模様はFANZAニュースに取材された。

## 人物
- 小学校から高校まで柔道に打ち込んだ体育会系[3]。体力、スケジュールなどハード目な現場では燃える体質と述べており、自分の限界を知るためにアナル拡張、吐しゃ物撮影などはすべて自主練習をしてから撮影に臨んでいる[3]。
- 前述のように柔道に打ち込んでいたため、クラブQ作品では男優を絞め技で失神させているほか、「元ヤンリンチNEO」では男優が恐怖のあまり泣いて撮影を中断させようとするシーンが収録されている（神納は中断させず）
- 「じゃあエロいセックスしてください」という設定がないものを苦手としており[8]、AV出演時もキャラクター設定やシチュエーションなど組み立て臨んでいるので手抜きを一切感じさせない。
- 性感帯は特になく、集中すれば石や木など概念が「生命」であれば興奮できる[9]。
- プライベートな交際経験は2017年現在で3人[10]。

## 作品

### アダルトDVD（出演作品）

#### 管野しずか 名義
- ザ・面接 VOL.112 本気汁フェスティバル 肉食系女の時代です（12月21日、アテナ映像）

- しつけてください 若妻・奴隷志願 しずか25歳（1月5日、ドリームチケット）
- 裏・手コキクリニック〜完全版〜性交クリニックファン感謝祭 2（1月21日、SODクリエイト）
- 奥様欲情日記　こたつの中が君の匂いでいっぱいだ　触っちゃイヤ、主人がそこで寝てるのよ（1月21日、アテナ映像）
- 萌えあがる募集若妻 淫らに狂い出す身売り若妻 134 しずかさん（1月22日、プレステージ）
- 生エロバイト .06（1月22日、プレステージ）
- 騙姦　女子大生編 04（2月10日、ラストラス）
- 今日、あなたの妻が浮気します。 お泊り温泉旅行 22歳〜みほの場合（2月15日、光夜蝶）
- 葬儀場で誘惑にのってしまった不謹慎な喪服美女（2010年2月18日、ナチュラルハイ）
- 緊縛フィストファック（3月1日、ワンズファクトリー）
- 派遣でやってきた○○○な家庭教師に頼み込んでみたら、最初はイヤがるけど結局最後は拒まない…（3月2日、プレステージ）
- なめらかな足（3月4日、SODクリエイト）
- 私は痴女 抜かないで中にチョ〜ダイ（3月5日、クリスタル映像）
- 高貴なる肉若妻 第十八巻 冴木真美子 24才（3月5日、ジュエル）
- ロリータ刑事(デカ) 潜入捜査逆討伐! 侵された絶対領域 潜入捜査001 管野しずか刑事（3月6日、Baby Entertainment）
- 働くオンナ Vol.61（3月19日、プレステージ）
- 極逝コレクター 悪魔の無限快楽拷問椅子 5（3月27日、ベイビーエンターテイメント）
- 地獄のフィストファック File.01（4月1日、MAD）
- 働くオンナ斬り 3（4月1日、プレステージ）
- 終電を逃して酔って熟睡する同僚の無防備パンチラを見たら…貴方ならどうする? VOL.1（4月16日、DANDY）
- 人妻があなたの部屋にやってくる! Episode 01（4月16日、アテナ映像）
- 美しき人妻の性癖（4月16日、タカラ映像）
- TOKYOガールズmeets飲尿ボーイズ 9（4月20日、RADIX）
- 巨大ディルドの虜 管野しずか（4月20日、プールクラブ・エンタテインメント）
- エスカレートしすぎる女子校生 学級委員はわがままエロエロやりたい放題!!（4月21日、プレステージ）
- 娘と継母 爛れた家族の肉体関係（4月22日、ヒビノ）
- 初アナルの人妻 夫ともしたことなかったのにアナルSEXしてしまいました（4月25日、ビッグモーカル）
- キレイで大人のお姉さん限定! 過激でHなレズナンパ 8（2010年5月1日、ヴィ）
- あなた、許して…。 男やもめのブルース（5月7日、アタッカーズ）
- 満員路線バスで出逢いを求める若妻は勃起チ○ポに触れただけで股間に火がついた（5月13日、ヒビノ）
- 伝説のスケベ椅子の達人（5月13日、AKNR）
- 狙われた美人若妻（5月22日、光夜蝶）
- レズ接吻 口舌吸奏楽 第7楽章（5月25日、アロマ企画）
- 突きヌケル快放感! ペニバンアナル（5月27日、DEEP'S）
- 「童貞を食べたくって仕方がない…」という超美人人妻に童貞を奪ってもらいませんか? 2（5月27日、V&Rプロダクツ）
- 不倫妻 抱いて欲しいの…（5月31日、アテナ映像）
- 凌辱自宅監禁 人妻狩り（6月1日、ワンズファクトリー）
- 妻である前に女…今夜、あなたを裏切ります… 〜しずか 22歳 決意〜（6月2日、グレイズ）
- あの妻が僕のモノに（6月3日、タカラ映像）
- 男根に躾けられた女 2（6月7日、アタッカーズ）
- 鬼責め 隷属美人妻 虐待編 加藤百合奈 26歳（6月8日、唾鬼）
- むっちり桃尻お姉さんに騎乗(の)られちゃった僕。（6月18日、アロマ企画）
- 張り型チンポアナル自慰 2（7月1日、ワンズファクトリー）
- 地獄突き（7月5日、NON）
- アナルアクメ耐久Fuck VOL.18（7月7日、プレステージ）
- 犯してください…。（7月13日、溜池ゴロー）
- 反応が良くて美しい女性のアナルセックス（7月13日、MOODYZ）
- 粘着おしゃぶり汁好き痴女 汁好きお姉さんは超絶ベロで絡めて搾り飲むのがお好き（7月15日、ワープエンタテインメント）
- 人妻恥悦旅行（7月15日、グローリークエスト）
- 淫乱クラブ（7月19日、乱丸）
- 飲みたがり（7月19日、エムズビデオグループ）
- 「男の潮吹き」自宅出張サービス 管野しずかがあなたのお宅におじゃまして男の潮吹かせます。（7月22日、ROCKET）
- あなた専用ティッシュになります（7月23日、EROTICA）
- スローな手コキにしてくれ CFNM slow hand job（7月25日、アロマ企画）
- ズボ入れマジイキ バイブオナニー 3（8月1日、ワンズファクトリー）
- 手コキクリニック　出張定期検診スペシャル（8月5日、SODクリエイト）
- 完全主観　あなたと出会って５秒でヌレちゃいました。今すぐ●●したいの♪（8月5日、AKNR）
- 女武術家アナルレイプ 犯されたプライド（8月7日、アタッカーズ）
- 舐め殺しベロ地獄 〜お姉さんがベロベロ犯してあげる〜（8月13日、アロマ企画）
- 公衆便女ザー飲み性交（8月15日、ワープエンタテインメント）
- 禁断介護（8月19日、グローリークエスト）
- ふやけるほど、ち○ぽなめ。2（8月20日、AFRO FILM）
- 若妻羞恥アナル治療（8月25日、マドンナ）
- 力づくの性行為　強姦?和姦?ただひとつ、女はよがってたってこと（8月25日、Fプロジェクト）
- 違法撮影 Target 11（8月27日、アテナ映像）
- 私、借金をアナルで返済いたします（9月2日、グローリークエスト）
- 貴方のアナニーたすけてアゲル（9月5日、ワープエンタテインメント）
- 快楽レズエステ 11（9月9日、AKNR）
- 社長夫人貸出　管野しずか（9月16日、タカラ映像）
- 不倫旅情　しずか（仮名）25歳（9月17日、グレイズ）
- 熟れ時レズビアン 誘惑人妻と家政婦のエロい舌（9月19日、アンナと花子）
- いやらしーいバキューム女の終わらない男潮噴き（9月19日、ROOKIE）
- 縄犯・美女 管野しずか（9月19日、ドグマ）
- 舞台はSOD新兵器「マジックミラー」付き同窓会会場!! AV女優 管野しずか 高校の同級生と初めての同窓会（9月23日、SODクリエイト）
- 一夫多妻アナル調教（9月25日、マドンナ）
- 浮気はアナルで…（9月25日、美）
- 100発の精子飲む（10月1日、アイデアポケット）
- 哀しみの喪服奴隷（10月7日、アタッカーズ）
- お宅訪問!濡れるセールスレディー 4（10月8日、LEO）
- カリデカ(2010年11月4日、ATOM)
- マンコ3本挿し × 連続浣腸 × フィストファック × アナル2本挿し × ぶっかけ100連発 × 中出しザーメン強制ゴックン × アナル & マンコ同時2穴挿しファック!（11月25日、ダスッ!）
- 猥褻レズビアン（12月13日、U&K）
- けしからん!ムチムチのおみ足（12月17日、SEX Agent/妄想族）

- 闘鬼戦隊サンセイジャー（3月11日、GIGA）
- スペルマニズム 管野しずか(4月29日、ラッシュ)
- アーマード・エンジェル 狂い哭く武装女兵士 女体秘奥炎上パニック 淫フェルノ-X EPISODE-01 プロトタイプSHIZUKA撃沈の巻（7月9日、ベイビーエンターテイメント）
- 猥褻アヌス使用中 AF浣腸異物挿入アナルプレイ4時間ベスト（9月19日、CROSS）
- 精液便所Vol.1（12月2日、RASH）
- ヤブサメ2011BEST OF BEST 10時間SP（12月23日、流鏑馬グラフィティ）
- 男魂快楽地獄責め〜戦慄のマルチプル・オーガズム研究所〜第一巻（12月25日、マザーズエンターテインメントピクチャーズ）

- アナル○修正オナニー20連発4時間（1月14日、流鏑馬グラフィティ）
- ゲロ浣腸エクスタシーX（2012年5月19日、ドグマ）
- 涎じゅるじゅるフェラ（7月9日）
- 縄・女囚拷問 管野しずか（7月19日、ドグマ）
- 淫語マゾヒズム（11月25日、AVS collector’s）※「菅野しずか」名義

- 完全拘束・完全支配 拷問ドラッグ 花（7月19日、ドグマ）※「花」名義

#### 神納花（加納花）名義
- 最高の美熟女 鮮烈のマドンナデビュー妻が淫らに輝くとき…。（5月7日、マドンナ）※「神納花」名義でのデビュー作
- 毎朝ゴミ出し場ですれ違う浮きブラ奥さん（6月7日、マドンナ）
- ハングドランカー2（6月16日、グローリークエスト）
- セカンドバージン くっさ～いチ○ポやアナルが大好物な変態で白目引ん剥いて全身ブルブル震わせイキ狂う姿を曝け出せなくて3年もご無沙汰でした。（6月19日、乱丸）
- 狂おしき接吻と情交 人妻と義父の秘めた肉体関係（6月23日、ヒビノ）
- 仰け反るまでジュル舐め!神フェラ（6月25日、痴女ヘブン)
- ウルトラM性感研究所 クラブ・ザ・サッキュバス～倒錯の激熱オルガズム～（6月25日、 AVS collector's）
- 寸止めマダムザーメン狩り（7月1日、ワープエンタテインメント）
- お義姉さんが嫁の実家で僕を誘惑寝取り（7月13日、溜池ゴロー）
- 体温（7月19日、レズれ!）
- 嫁の母親に中出ししてしまった（8月1日、VENUS）
- 再会した同級生人妻がエロ過ぎたから子作り（8月1日、ZUKKONN/BAKKON）
- 義父の卑猥な舌に犯されて…（8月5日、光夜蝶）
- 媚薬天国～エロス覚醒イグイグ発狂痙攣大乱交～（9月1日、乱丸）※ 「AV OPEN 2016」ドラマ・ドキュメンタリー部門 エントリー作品
- 女体拷問研究所 THE THIRD JUDAS(ユダ) Episode-7 女君主たちの轟沈絶頂地獄（9月1日、Baby Entertainment）※「AV OPEN 2016」ハード部門 エントリー作品
- W脅迫スイートルーム 秘書＆女医 in…（9月1日、ドリームチケット）※「AV OPEN 2016」熟女部門 エントリー作品
- 偏差値23の超不良校の健康診断盗撮 強気のヤンキー女子が美人レズビアン女医の淫技でイカされ続ける!（9月1日、変態紳士倶楽部）
- 中出しお義姉さんの誘惑～中出しと口淫で誘う兄嫁～（9月7日、プレミアム）
- あなたがいない間に義父にレ×プされました…（9月13日、溜池ゴロー）
- 神納花の接吻サロン《ベロリナーゼ別館》（9月13日、アロマ企画）
- ベロキス中毒レズビアン（9月19日、レズれ!）
- M女淫乱覚醒調教倶楽部 ～プロファイルNo.005肉体覚醒調教妻 花～（9月25日、AVS collector's）
- 熟シャッ!! 熟女を溺愛するカタチ（9月30日、ワープエンタテインメント）
- 「『おばさんの下着を盗んでどうするの?』女を忘れた美人おばさんは自分で発情してくれる少年チ○ポなら下着を盗まれても嫌じゃない」 VOL.2（10月6日、DANDY）
- 全編主観 中出し家庭教師 絶倫少年の暴発9射精授業（10月7日、Be Free）
- 絶対2発ザーメンを搾り取るイキ狂い絶倫痴女 花丸（10月19日、乱丸）
- 金粉奴隷女王（10月19日、ゴールドバーグ/妄想族）
- 夫の仕事中に愛し合う昼下がりのママ友レズビアン（10月25日、マドンナ）
- 親の居ない日、僕は2人の姉とむちゃくちゃSEXした。（10月28日、TMA）
- 早漏M男クン★寸止め調教ノーカットLIVE!!!（11月4日、ワープエンタテインメント）
- 先生の甘ったるい唇（11月13日、ANNEX (無言)/HERO）
- W脅迫スイートルーム Episode 1.5 女医＆秘書in…（12月2日、ドリームチケット）

- 汁呑み熟女 粘着スイートルーム（1月6日、ワープエンタテインメント）
- 極フェラごっくん天国（1月13日、REAL）
- 縛り拷問覚醒 被虐の花弁（1月19日、バミューダ/妄想族）
- ノーカット撮影汗だく性交。男を快感で狂わす長蛇舌。（1月19日、TEPPAN）
- 神納花の世界（1月25日、 AVS collector's）※単体ベスト
- マンびら満開ノーパンパンスト（1月31日、ジャネス）
- 超名門セックス部合宿まるごと全員に種くばり（2月1日、ZUKKON/BAKKON）
- ボッキイズム 焦らし寸止めで限界勃起（2月1日、Fetish Box/妄想族）
- 真正レズビアン 優木涼香 AV debut（2月2日、SODクリエイト）
- はいるなきけん（2月10日、バルタン）
- お色気P●A会長と悪ガキ生徒会（2月16日、グローリークエスト）
- 美人妻ザーメンデトックス官能サロン（2月28日、ジャネス）
- え?! 特撮? 驚愕のメガ潮10リットル! ガチイキ・マジヤバ絶頂アクメでジェット潮吹き（3月1日、Fetish Box/妄想族）
- 最もエロくて強いレズは誰だ!?相手の愛撫から逃げるな!!ガチンコ全裸レズバトル７ 真っ正面からノーガードのイカセ合いレズバトル総当たりリーグ戦 ～熟レズオールスター編～（3月2日、ROCKET）
- 日本一の責め上手 神納花のヴァーチャルM男責め（3月5日、フリーダム）
- 男犯狂女 ～だんぱんきょうじょ～（3月5日、MEGAMI）
- ちんシャブ大好き女 神納花（3月10日、REAL）
- 接吻レズビアン 義母と娘の淫らな関係 唾液まみれの唇と舌が濃厚に絡み合う（3月18日、ヒビノ）
- 極縄 第二章 神納花×奈加あきら（3月20日、バミューダ）
- 色気むんむん美熟女ブルマ（4月1日、Fetish Box/妄想族）
- 顔騎ハンター（4月1日、MARRION）
- M男WALKER M男専科フルコースの風俗巡り（5月16日、ジャネス）
- たっぷりと癒されるメンズ乳首性感サロン（5月19日、Fetish Box/妄想族）
- 愛する妻が乱暴される… 夫を献身的に支える良妻が男たちの標的になった（6月25日、ながえスタイル）
- 独自に研究開発したメソッドで100％爽快勃起 予約殺到の包茎EDカウンセリング（7月1日、Fetish Box/妄想族）
- VIVA 受身男子 何にもしないのに何もかもされたいシャイなM男くん（7月11日、ジャネス）
- 恥辱の生尻肛門調教 肛衆便所にされた人妻セールスレディ（7月13日、Fitch）
- アナル媚薬拘束潮吹きイカセ（7月14日、REAL）
- アナルに魅せられた人妻 ～刺激的な尻穴の快楽に溺れて～（7月25日、マドンナ）
- Anal Device Bondage VII 鉄拘束アナル拷問（8月3日、グローリークエスト）
- 吐き出すまで突きまくる、史上最狂のイラマチオ（8月13日、えむっ娘ラボ）
- ヌキ狂女 M男悶絶拘束カオス（8月19日、Fetish Box/妄想族）
- クチ・マ●コ・アナルどの穴でも男汁なら全部飲む! 小便ザーメン3穴ごっくんファック（9月13日、エムズビデオグループ）
- 女囚幻想（9月20日、S&Mスナイパー）
- 神納花のアナル徹底調教志願（10月1日、中嶋興業）
- アナル拷姦レズビアン（10月1日、ヴィ）
- 潮吹き女教師 引き裂きアナル拷姦（10月13日、ヴィ）
- 淫語マダムポルノスター 主観アングルで完全オナサポ（10月19日、Fetish Box/妄想族）
- AV史上初! 潮吹きアナルFUCK10連発!!（11月13日、ヴィ）
- MANIAC SEMEN 特別版 トイレのお花さん（11月17日、S.P.C）
- 変態SM女性シリーズ1 唾と痰と息でM男を犯す超変態淑女（11月25日、RASH）
- パート妻の湿ったパンスト（11月25日、アタッカーズ）

- はだかの主婦 葛飾区在住 神納花 (29)（1月1日、プラネットプラス）
- 喰い込みOL股間責め 3（1月1日、中嶋興業）
- スーパーガチンコ全裸レズバトル REVENGE WARS 2018（1月11日、ROCKET）
- 黒人アナル解禁（1月13日、ヴィ）
- Wアナルビッチ 3（2月15日、グローリークエスト）
- W女王降臨! アナル大好きドマゾ変態少女 尻穴徹底調教レズビアン（2月19日、ビビアン）
- もしも…「神納花」が○○だったら…。（3月1日、プラネットプラス）
- 日本緊縛師列伝 第一章・奈加あきら（3月9日、REAL）
- イラマでお仕置き地獄! 万引きして反省するどころか、逆ギレして男をナメてかかる気の強い女にえずき汁が垂れ流れるほど喉奥までレ○プ! 茫然自失で無防備になったマ○コにチ○ポを捻じ込み強制中出し!（4月6日、OFFICE K’S）他出演：天海こころ、こまち凛
- ヘンリー塚本 猥褻図画エロ本（4月13日、FAプロ）
- 拷問・肉達磨（4月19日、ドグマ）
- 大量小便痴女（4月20日、OFFICE K’S）
- 濡れ顔ガン見手コキ（4月20日、OFFICE K’S）
- 快楽の味【聖水】10人の美女（4月25日、M男パラダイス）
- のぞき見する男とされてる男女のエロス（5月3日、OFFICE K’S）
- トリプル聖水レズビアン（5月3日、OFFICE K’S）
- 完全実話! 本当にあった肉欲返済 借金のカタに妻が抱かれた!（5月13日、ながえスタイル）
- 腿こきマダム 4（5月13日、アロマ企画）
- 女顔舐め（5月18日、OFFICE K’S）
- 会社の女子社員たちがやたらと見せつけてくるムッチムチの黒ストッキングエロ尻にたまらず鬼勃起してしまったボク、誘われるがままに社内でハメまくり金玉スッカラカン!（6月1日、h.m.p）
- スーパーガチンコ全裸レズバトル DYNAMITE 2018（6月7日、ROCKET）
- ヘンリー塚本 熟女 ネコとタチ（6月13日、FAプロ）
- 敏感乳首 舐めて吸って擦って勃起する乳首レズビアン（6月19日、ゑびすさん/妄想族）
- 発情お姉さんの卑猥な下半身II 熟れた太腿 & 臭い立つパンティ!（6月22日、おかず。）
- 神波多一花さん、結婚引退おめでとう。（7月1日、ワンズファクトリー）
- アナル淫語 II（7月5日、グローリークエスト）
- パンストレッグ フェティッシュレズビアン2（7月19日、ゑびすさん/妄想族）
- 完全主観 エッチな恋人キス（8月1日、ゑびすさん/妄想族）
- 綺麗なおばさんが優しくねっとりしてあげる ガチ童貞筆下ろしドキュメント 3（8月10日、ホットエンターテイメント）
- 尻穴中毒女の初アナルフィスト（8月16日、グローリークエスト）
- 拷問アナルフィスト（8月19日、ドグマ）
- スレンダー美熟女に中出し3 10人（8月24日、なでしこ）
- ド変態女優たちの見せつけ自画撮りアナルオナニー（9月6日、グローリークエスト）
- アナルフィストに濡れ堕ちて（9月7日、アタッカーズ）
- ザ☆淫語痴女 手コキ男犯 Mania（9月7日、MEGAMI）
- 母娘強制懐妊 絶望実況配信（9月13日、オーロラプロジェクト）
- 究極拷問全集（9月19日、ドグマ）※女優ベスト
- Wバーチャルベロチュパ LES KISS（9月19日、ゑびすさん/妄想族）
- ヘンリー塚本 文句なくヌケる名作ポルノ 疼く夜いい女はソレを我慢できない（10月13日、FAプロ）
- 人妻レズフィスト 膣内侵犯エステ（10月15日、ピーターズ）
- 緊縛媚薬レイプ 闇に潜む鬼たち 4時間 17人の犠牲者（10月19日、バミューダ）
- BBM女体図鑑 長ベロ蛇舌（11月1日、ゑびすさん/妄想族）
- マニアの生贄（11月7日、アタッカーズ）
- W女王降臨!! アナル大好きドマゾ変態少女 尻穴徹底調教レズビアン（11月7日、ビビアン）
- 美人若妻媚薬拘束潮吹きイカセ 4時間スペシャル（11月9日、REAL）
- タイガー小堺監督の人気AV女優人生相談 vol.2 AV女優の素の顔を見てみませんか?（11月22日、SODクリエイト）
- 女体臭匂い嗅ぎまくり舐めまくりレズ（12月1日、ゑびすさん/妄想族）
- 射精の何倍も気持ちいい『本気の男潮!!』（12月7日、MEGAMI）
- ボロ貸間四畳半 淫語狂い 母乳まみれ潮噴射!! ～蛇ベロ猥褻レズ交尾～（12月13日、U&K）
- 慟哭する絶頂旋律 ―シンクロナイズドオルガビアン― Episode1: 淫獄に引き裂かれた熱情（12月19日、BabyEntertainment）
- 処刑拷問 神納花（12月19日、ドグマ）

- 女口臭唾液フェチサークル（1月1日、ゑびすさん/妄想族）
- アナル責めの天才 アナル調教絶頂激イキ100回オーバー! 神納花 涼海みさ（1月7日、ビビアン）
- 初レズの目覚め。顔舐め双頭レズビアン。義理の姉から受けた壮絶なまぐわい。有坂深雪 神納花（1月25日、ダスッ!）
- 秘穴炎上完全拘束昇天地獄 ファイナル・クリムゾン EPISODE-01 女体の秘奥に暴れ狂う悪魔の淫流（2月1日、BabyEntertainment）※AV OPEN 2018 ハード部門ノミネート作品
- 常識はずれの唾液濃厚べろチュウ（2月19日、ゑびすさん/妄想族）
- 祝 究極真正マゾ生誕 スペシャルコアお誕生会 葉月桃（2月25日、えむっ娘ラボ）- 神納は責め役として脇役出演。
- 公衆口便器! 小便を見たがる女・飲みたがる女（3月1日、SPC）
- 催眠凌辱 上巻 禁断の怨霊発動 神納花 vs 催眠術師RED（2月25日、催眠RASH）
- 催眠凌辱 下巻 禁断の催眠妻 ～異種変化と素敵な新婚生活（3月25日、催眠RASH）
- 【超絶ハードコアマニアック】顔面唾液舐め（4月19日、ゑびすさん/妄想族）
- ふたなり家 (蓋也家) 神納花 吹石れな 早乙女らぶ 百岡いつか（4月25日、ROCKET）
- マジックミラー号 カワイイ顔してクレイジーな性態の激レア美女厳選! ～ド変態さん大集合スペシャル!～（4月25日、SODクリエイト）
- 接吻乳首責めレズビアン ～コーチの卑猥なレズキスニップル調教～ 岬あずさ 神納花（5月1日、Fitch）
- 私立 喉じゃくり大学病院 精液吸引採取科 2 美谷朱里 倉多まお 桐嶋りの 川菜美鈴 神納花（5月1日、MOODYZ）
- フィストファッカー 笹倉杏（5月2日、グローリークエスト）- 神納は責め役として脇役出演。
- レズテクNO.1決定戦台本なしのイカセ合いバトル! DOCUMENT LESBIAN 2019 ガチレズセックス大乱交 美谷朱里 塚田詩織 原さくら 小西まりえ あおいれな 星奈あい 神納花（5月7日、ビビアン）
- 媚薬クンニとも知らずに女王様が顔面騎乗で異常発情 本番NGなのに猫なで声でセックスを懇願!!（5月9日、ナチュラルハイ）
- 最高の快楽で男を喘がせる口淫ベロキス×長舌フェラチオ × ご奉仕淫語SEX 岬あずさ 葉月桃 神納花（5月13日、セレブの友）
- 雪中拷問 神納花（5月19日、ドグマ）
- ブス (笑) 鼻フック顔面発射24人（5月20日、RADIX）
- 奴隷妻 縛られた人妻（6月1日、バミューダ）
- レズビアンに囚われた女潜入捜査官 Special 本気のレズで汗だく絶頂 神咲詩織 推川ゆうり 神納花（6月7日、ビビアン）
- 神納花のエグすぎるレズ責めで岬あずさ & 葉月桃が涙を流しながら逝く! 2人から責められた神納花も… 噴水失禁しながらエビ反り絶頂!! 岬あずさ 葉月桃 神納花（6月13日、セレブの友）[11]
- 超ハードコア飲尿レズパーティ ―憧れの葉月さんはオシッコを飲まされて悦ぶ変態マゾお嬢様でした― 葉月桃 神納花 川上ゆう 笹倉杏 柏木恵（6月19日、エムズビデオグループ）
- 初レズの目覚め。顔舐め双頭レズビアン。義理の姉から受けた壮絶な舌姦。有村のぞみ 神納花（6月25日、ダスッ!）
- ボディジャックDOC ～救命憑依病棟編～ 有坂深雪 神納花 あおいれな 横山夏希（7月25日、ROCKET）
- 絶世のシーメール美女を強制的にドM化改造!あらゆる性感責めでマゾ反応を確かめた映像記録 冴月りん 大槻ひびき 神納花（7月25日、TRANS CLUB）
- アロハー! これはピンサロなのか!? ここは日本なのか!? 南国風なリゾートピンサロが都内某所に存在しているという噂が! 毎度お馴染みSCOOP班が大潜入!! いつものピンサロよりもアツい!! 激アツの常夏ピンサロに超密着SP!!（8月9日、SCOOP）
- ノンストップ凌辱 17 有坂深雪（8月25日、セレブの友）- 神納は責め役として脇役出演。
- 令嬢、浣腸に泣きアナルに堕ちる 葉月桃 神納花（9月7日、アタッカーズ）
- 妄想病淫 現実と妄想の2画面ギャップ変態クロスオーバー病棟 美保結衣 葉月桃 神納花（9月26日、ROCKET）
- 公衆口便器! 2  女の小便・飲尿女（10月1日、SPC）
- S級素人ナンパ! 優しくて可愛い薬剤師さんにインポ童貞くんのED治療薬の飲み方教えてもらいました! 薬の効果と可愛い薬剤師さんの相乗効果でビンビンに勃起した童貞くんのチ●ポも優しく何度も筆おろししてもらっちゃいましたSP（10月11日、S級素人）
- ケツの穴 串刺し拷問 神納花（10月19日、ドグマ）
- 神納花 究極ハードアナル神BEST 8時間2枚組（11月1日、V(ヴィ)）※単体ベスト
- 気が済むまで私を犯して下さい…。神納花（11月7日、アタッカーズ）
- W女王降臨!! アナル大好きドマゾ変態少女 尻穴徹底調教レズビアン 藍川美夏 新村あかり 神納花（11月7日、ビビアン）
- 夫が目覚めた性癖! 私の目の前で妻とファックしてください。（11月13日、ながえスタイル）※オムニバス作品
- 南京袋の女 河南実里 神納花（12月7日、アタッカーズ）
- 厳格で禁欲的な女教師は、学園の淫習によって性奴教師に貶される。赤瀬尚子 神納花（12月7日、アタッカーズ）
- AV女優のイキ狂い自撮りオナニー（12月19日、グローリークエスト）
- ラストレズ 西野翔（12月26日、SODクリエイト）- 神納は一部コーナーに出演。
- 結婚間近のカップル限定 マジックミラー号の中で未来の花嫁をNTR「無許可で」中出し!（12月26日、SODクリエイト）
- 本物全裸素人 局部パーツ限界接写ファイル（12月27日、S級素人）

- 尻穴絶頂! アナルオナニー（1月2日、グローリークエスト）
- 氷の女崩壊、アナルに堕ち狂う 赤瀬尚子 神納花（1月7日、アタッカーズ）
- リアル脱出ドキュメント レズセックスをしないと出られない部屋に閉じ込められた少女たち 富田優衣 麻里梨夏（1月7日、ビビアン）- 神納は脇役出演。
- yua-Z 七海ゆあ（1月19日、ドグマ） - 神納は責め役として友情出演。
- 胸元からおっぱいチラチラ見せてフル勃起SEXを誘うお姉さん!（2月6日、グローリークエスト）
- 縛られて、そしてアナルで昇天なさい。それは淫欲地獄への一本道 松ゆきの 神納花（2月7日、アタッカーズ）
- 奴隷メイドの館 ～主従のレズビアンお嬢様～ 河南実里 あべみかこ 神納花 葉月桃（2月7日、ビビアン）
- 拷問淫夢 神納花（2月19日、ドグマ）
- 家族姦計 若妻巨乳縛り 義父と義母に調教されて… 柊るい 神納花（3月7日、アタッカーズ）
- 氷の女執事 猥辱地獄に堕とされたS令嬢 平川琴菜 神納花（4月7日、シネマジック）
- 最初で最後のスカトロ解禁! 糞フィストSM拷問 松ゆきの 神納花（4月25日、OPERA）
- レズに堕ちていく私 ～一寸先はレズ地獄～ 柊るい 神納花 岬あずさ（5月7日、ビビアン）
- 美少年HERO ブレイヴハート 水谷あおい 神納花（7月10日、GIGA）
- 淫絶股縄調教12人の股間に食い込む麻縄（7月16日、バミューダ）
- 狂気拷問研究所 Pride of the strongest queen 女王様2穴蹂躙淫汁噴出狂鳴狂詩曲 神納花（7月25日、AVS collector’s）
- レスボスの掟 官能小説家雌芯の火祭り 辻芽愛里 神納花（8月7日、シネマジック）
- ふたなり美魔女ヒロイン 魔法美○女フォンテーヌ 神納花 真木今日子（8月14日、GIGA）
- アメコミ系 ヒロイン完全調教 快楽依存堕ち 神納花（10月23日、GIGA）
- 蟷螂画廊 蠢く愛虐の果て 結城のの 神納花（11月7日、アタッカーズ）
- 現役最強極限アナル 神納花（11月19日、グローリークエスト）
- 和とみやびの緊縛館 Vol.6 蓬莱かすみ 神納花（11月19日、和とみやびの緊縛館）
- 令嬢鼻フック羞恥 愛しすぎる豚鼻の女たち!（11月19日、バミューダ）
- 聖心特装隊セイントフォース Memories.3 ～疑惑の肉体、狙われた聖女～（12月11日、GIGA）
- 潜入女捜査官（12月25日、MBM）

- SPANDEXER 8  流転の肉体、ムーンエンジェル娼婦陥墜（1月8日、GIGA）
- 女をトロットロにさせる焦らし・耳舐め・全身愛撫レズビアン　深田えいみ 大槻ひびき 永野つかさ 神納花（2月7日、ビビアン）
- 神納花とあおいれな ノーカットレズビアンライブ（3月7日、ビビアン）
- 隣の女はレズ色情狂 並木塔子 神納花（3月13日、U&K）
- 腋が好きな男子、お姉さまのフェイスロック＆手コキで昇天する（4月25日、アロマ企画）
- 肛門解禁 ブレイントリップケツ穴マゾ娘（4月25日、えむっ娘ラボ）※主演は花咲かすみ
- Wアナルビッチ 8 妃月るい 神納花（5月6日、グローリークエスト）
- 百戦錬磨の有名AV女優がメンズエステに転職したら色気とフェロモンが凄すぎて客を骨抜きにすることなど容易説（5月19日、アロマ企画）
- 美人秘書全身女体図鑑 第一号（6月7日、アロマ企画）
- 蛇舌アナコンダ魔女 チ○ポとアナルを同時に交互に舐めシャブリ犯して何度も射精せてア・ゲ・ル 佐伯由美香 神納花（6月13日、MOODYZ）
- 完全CFNM 全裸で拘束されて乳頭ふやけるまでお姉さんに乳首舐められ続ける（7月7日、アロマ企画）
- おしっこ114連発 98人（9月2日、グローリークエスト）
- ラテックスタイトミニ×むちむちの腿こき（9月7日、アロマ企画）
- レズ解禁（9月17日、MBM）
- 媚縛潜入捜査官 12  精神崩壊の序曲（10月1日、ワルハラ）
- 神納花 BEST vol.1（10月7日、グローリークエスト）※単体ベスト
- 10分で2度抜き手こきサロン 4（10月19日、アロマ企画）
- 転生したら悪の組織の総統だった話 総統命令だ! レッドやグリーンなどどうでもいい! ライガピンクを狙え! 乙アリス 神納花（12月10日、GIGA）
- 解禁アナル いきなりローズバッド（12月21日、ドグマ）※主演は塩見彩。

- 素人初吊るし生中出し【巨尻人妻編】お隣に住んでる奥さんのママ友を蚊帳の中でくくってみた…。（1月13日、プラム）
- 居酒屋で憧れの人妻女上司と2人きりで飲んでたら酔ったみたいなのでどさくさまぎれにキスをしたら… 2（1月27日、グラフィティジャパン）
- エロいポーズで顔とチ○ポを交互に見ながらオナニー指示 2（2月1日、アロマ企画）
- 肌が触れるくらい近くでキミのズリネタになってあげるけどタッチはNGだよ!（2月1日、アロマ企画）
- ピンク命乞い わからせ レッドがピンクを討伐して犯して処刑（2月11日、GIGA）※主演は天馬ゆい。
- 絶倫な夫の連れ子の巨根に溺れてしまう義母 第4章（2月27日、グラフィティジャパン）
- 戦隊ヒロインふたなり化 レズ地獄 銀河特捜デイトナレンジャー のあういか 神納花（3月11日、GIGA）
- むちむち熟女尻 神ブルマ 神納花（4月7日、親父の個撮）
- 連結アナルフィスト・レズビアン 肛門極限拡張 神納花 涼（4月8日、三和出版）
- 斬闇のダルク Re:make 神納花（4月22日、GIGA）
- 大好きな母の目の前で… 義父の媚薬チ○ポ調教でキメセク堕ち 洗脳される巨乳女子大生 伊織羽音 神納花（5月3日、Fitch）
- 睾丸弄られながらのフェラチオと両乳首弄られながらのベロチュー、計5点責めで狂わされ続ける（5月10日、アロマ企画）
- SM女王様立場逆転アナル凌辱 神納花（5月17日、グローリークエスト）
- 女教師たちの禁断の性教育プログラム トライアングルレズビアン 成宮いろは 坂本なつ歩 神納花（5月17日、RUBY）
- 潮吹きアクメレズ（5月17日、ゑびすさん/妄想族）
- ヒロインくすぐりオムニバス 科学特装隊バードソルジャー 樋口みつは 弘前綾香 神納花（5月27日、GIGA）
- 人妻たちのガチイキ丸見えディルドオナニー IV（5月27日、グラフィティジャパン）
- 飴玉しゃぶった唾液とめどなく飲まされ続けながらアイスキャンデーのようにち○ぽしゃぶられ続ける（6月14日、アロマ企画）
- 人妻のふともも 気持ちよすぎる腿こき 2（7月12日、アロマ企画）
- 肛門極限拡張 神納花（8月12日、三和出版）
- タチとタチ ～隣の女はレズ色情狂～ 神納花 岬あずさ（8月16日、U&K）
- 美脚パンストレズ（8月16日、ゑびすさん/妄想族）
- スーパーヒロインドミネーション地獄 54 アートガーディアン 蘭（8月26日、GIGA）
- 地獄のレズアナル 二穴レイプ浣腸 神納花 河南実里（10月4日、アタッカーズ）
- 雌奴隷を喰む母娘 狂気女系一族大蟷螂家奇譚 有坂深雪 河南実里 神納花（11月1日、アタッカーズ）
- グラマー仮面 妖艶キャットファイト 辻さくら  神納花（12月9日、GIGA）
- Jメン22 女捜査官絶体絶命 白石かんな 神納花 大迫直子（12月23日、GIGA）

- 強制媚薬レズ狂い 伊織羽音 松本いちか 神納花（1月3日、アタッカーズ）
- 縄の淫花 神納花（2月10日、三和出版）
- 素人娘のフェラチオが上手すぎ!! 10（3月1日、OFFICE K’S）
- 妄想アイテム究極進化シリーズ シン・ボディジャック PART.3 佐藤ののか 綾瀬ひまり 神納花 山本蓮加 岬あずさ（3月9日、ROCKET）
- 美魔女幹部ヴェルマリア ～ヒーロー陥落 命をかけた射精管理～ 神納花（3月10日、GIGA）
- 美熟女のタイトミニ、最強卑猥説。（3月28日、アロマ企画）
- 蛇のような長い舌でチ○ポに絡みつくディープスロート ※最後はザーメンも美味しくゴックンします（4月1日、OFFICE K’S）
- HEROINESEXYピンチ 巨大ヒロイン 地球の守護女神バーンレディ 後編（4月28日、ZENピクチャーズ）
- 雌奴隷を喰む母娘 罠に嵌った潜入捜査官の生き地獄 狂気女系一族 大蟷螂家奇譚 今井夏帆 河南実里 神納花（5月2日、アタッカーズ）
- ヒロインフェチオムニバス 女宇宙特捜アミー（6月9日、GIGA）
- ヒロインイキ地獄 魔法美少女戦士フォンテーヌ（6月23日、GIGA）
- マジックミラー号 看護師限定 「絶倫ち○ぽ診察してくれませんか?」 勃起が収まらなくて困っている男性をあの手この手で優しく導く白衣の天使たち 4名収録 3（7月6日、SODクリエイト）
- お願いします。私を調教してください…。 本物マゾ雌奴隷 プライベート調教レズビアン THE HARD しおかわ雲丹 神納花（7月11日、ビビアン）
- ヒロイン・ザ・ガマン 耐えるヒロインは美しい 美○女戦士セーラーフレア（7月14日、GIGA）
- しゅら 縄の姉妹 塩見彩 神納花（7月18日、ドグマ）
- 姉の舌が蛇みたいに長いのは、僕と毎日フェラチオの練習をしていたからだ。桃色かぞく VOL.34 神納花（7月20日、SODクリエイト）
- あなたの初ヌード撮らせてください! 素人娘20人の全裸コレクション 4（8月1日、OFFICE K’S）
- 雅子りな レズ解禁 ～義姉の舌に操られる私～ 雅子りな 神納花（8月24日、アイエナジー）
- 美少女戦士セーラーアクアス 結婚初夜の悪夢! 変身を封印していた処女妻は再び戦士となる!（8月25日、GIGA）
- 恥じらう素人娘たちの生おっぱいモミみまくり!! 5（9月1日、OFFICE K’S）
- 姉御の個撮 神レズ競泳水着 通野未帆 神納花  女が自らカメラを持ち可愛い女子の水着姿をじっとり撮影親父の個撮ゆずりのハミ毛、ジョリワキ等のフェチ接写はもちろん女に撮られる恥辱放尿やローション密着やレズSEXを完全着衣で楽しむレズハメ撮りAV（9月7日、親父の個撮）
- ベロ長プロキス講師たちがひとりひとりに‘もっっと‘舐めずり個別指導 ベロキス予備校ゼミナール 2限目（9月7日、SODクリエイト）
- 連続生ハメピストンで底辺オスのチ●ポを焦らし弄ぶWデカ尻セレブ妻の中出しチキンレース夜会 美波こづえ神納花（9月12日、BALTAN）
- ディープスロートと涎と痴女と 神納花（9月21日、RADIX）
- ふたなりヒロイン 魔女ヴェルマリアの恐怖! 弄ばれたカイザーピンク（10月13日、GIGA）
- ヒロイン失神 科学鳥人隊バードソルジャー バードホワイト（10月27日、GIGA）
- 姉御の個撮 神レズ競泳水着 冬愛ことね 神納花  女が自らカメラを持ち可愛い女子の水着姿をじっとり撮影! 親父の個撮ゆずりのハミ毛、ジョリワキ等のフェチ接写はもちろん女に撮られる恥辱放尿やローション密着やレズSEXを完全着衣で楽しむレズハメ撮りAV（11月9日、親父の個撮）
- 【G1】美少女戦士セーラーアクアス & セーラーフレア セーラー物語 -光から闇 闇から光へ-（11月24日、GIGA）
- アクセルガールHYBRID 巨乳戦士下僕化（12月8日、GIGA）
- アナルのシワの数までハッキリわかる! ノーモザイク連続絶頂アナル見せオナニー 21（12月21日、アイエナジー）
- 戦隊ヒロインふたなり化レズ地獄 デイトナピンク編（12月22日、GIGA）
- 私、神納花めが望月あやか様の一日奴隷になりますので、何でもお申し付けくださいませ。喉凹イラマで大リバース! 水に沈めて限界アクメ放尿! カノハナ怒涛の最狂全力ご奉仕SP（12月26日、えむっ娘ラボ）

- 指輪をつけた女神のイチャラブ不倫 大量潮吹き! 2穴性交中出し 旦那は知らないアナルを犯して欲望解放 神納花（1月27日、MERCURY）
- 姉御の個撮 神レズ競泳水着 百合川さら 神納花 女が自らカメラを持ち可愛い女子の水着姿をじっとり撮影！親父の個撮ゆずりのハミ毛、ジョリワキ等のフェチ接写はもちろん女に撮られる恥辱放尿やローション密着やレズSEXを完全着衣で楽しむレズハメ撮りAV（2月8日、親父の個撮）
- ヒロイン潜入捜査 星捜戦隊ヴェガレンジャー（3月8日、GIGA）
- カメラの前でおしっこする女 5（11月26日、グローリークエスト）

### 女性向けアダルトDVD
- 恋するダンス（2018年8月9日、GIRL'S CH）
- 恋してダンス（2018年9月6日、GIRL’S CH）

### アダルトDVD（監督作品）
- 拷問・肉達磨 岬あずさ（5月19日、ドグマ）※AV監督としてのデビュー作
- SM嫌いな私が全身拘束快楽責めでイカされまくってみた結果。永瀬ゆい（8月19日、ドグマ）
- pudding ～素直になれないわたしが意地悪な従兄弟とイッたら負け対決をしてみてしまった夏休みの一泊二日ー～ 永瀬ゆい（9月19日、ドグマ）
- 縛・喉奥イラマ性奴 有村のぞみ（10月19日、ドグマ）
- 本気絶頂調教 有村のぞみ（11月19日、ドグマ）

- 女子●生 蛇縛輪姦 十四 武田エレナ（4月7日、アタッカーズ）
- おさな妻、無残。宮沢ちはる（6月7日、アタッカーズ）
- 初解禁 恥辱の緊縛浣腸 藤森里穂（8月7日、アタッカーズ）
- 美人女医 被虐の訪問診療 前嶋美樹（9月7日、アタッカーズ）
- 蛇縛の未亡人慕情 忘れ得ぬ夫の遺産 加藤ツバキ（10月5日、アタッカーズ）
- 初めての喉奥貫通 ちはる（10月26日、えむっ娘ラボ）
- 藍色の花弁、堕ちる 恥虐のアナル浣腸 藍川美夏（12月7日、アタッカーズ）

- 女教師 蛇縛の肉体献上 今井夏帆（2月27日、アタッカーズ）
- 初めての喉奥貫通 神納花が趣味で撮影したイラマチオ調教 かほちゃん 23歳 大学生（5月24日、えむっ娘ラボ）
- 艶姿浣腸 私はにいさんの永遠奴隷 今井夏帆（8月2日、アタッカーズ）
- 本当の私を好きになってくれますか? 天国るる、24歳。（10月4日、アタッカーズ）
- 凌辱の洗礼 伊織羽音（12月6日、アタッカーズ）
- 引退します。 初アナル、ラストSM、純愛ドラマ… 深雪が引退までにやりたかった事、全部詰め込みました。 有坂深雪（12月6日、アタッカーズ）- ドラマパートの脚本も担当[12]。

- THE FIRST ANAL SEX ザ ファースト アナルセックス 今井夏帆（3月7日、アタッカーズ）
- 姉御の個撮 神レズ競泳水着 通野未帆（9月7日、親父の個撮）
- 初めての喉奥貫通 神納花が趣味で撮影したイラマチオ調教 りおちゃん（9月26日、えむっ娘ラボ）
- 姉御の個撮 神レズ競泳水着 冬愛ことね×監督神納花（11月9日、親父の個撮）
- いつも舐め回すように見てくる粘着質な義兄に弱みを握られた私 媚薬と焦らしプレイで何度も絶頂させられるキメセク肉便器NTR 五日市芽依（12月5日、Fitch）
- 私、神納花めが望月あやか様の一日奴隷になりますので、何でもお申し付けくださいませ。喉凹イラマで大リバース! 水に沈めて限界アクメ放尿! カノハナ怒涛の最狂全力ご奉仕SP（12月26日、えむっ娘ラボ）

- 芸能界デビューした大学時代の後輩は、裏で緊縛メス奴隷をしている…。 西野絵美（2月6日、アタッカーズ）
- 姉御の個撮 神レズ競泳水着 百合川さら×監督神納花（2月8日、親父の個撮）
- 姉御の個撮 神レズ競泳水着 ジューン・ラブジョイ×監督神納花（4月11日、親父の個撮）
- 姉御の個撮 神レズ競泳水着 紺野ひかる×監督神納花（6月20日、親父の個撮）

### アダルトVR
- W不倫で禁断密会、人妻自慰が壮絶エロい（1月13日、CASANOVA）
- 蛇舌女のフェラが異次元プロ仕様（3月17日、CASANOVA）
- 完全に主導権を握る極痴女騎乗位（3月24日、CASANOVA）
- 蛇舌女の超絶Wフェラ 夏希みなみ 神納花（5月1日、WOW!）
- 淫乱レースクイーンのヴァーチャル中出し3P痴女SEX 夏希みなみ 神納花（5月13日、WOW!）
- 伝説の代々木忠がVRに降臨 ザ・面接150回記念作品現場潜入（5月18日、アテナ映像）
- VRちんシャブ大好き女スペシャル 神納花 枢木みかん 桜庭うれあ（8月1日、REAL）※「VR-1グランプリ 2017」エントリー作品。
- プロダクション直営AV女優在籍高級ピンクサロン 3回転ver. なつめ愛莉 羽月希 神納花（8月11日、WOW!）
- もしも彼女がAV女優だったら… VR濃厚ベロベロ接吻ハーレム中出しSEX なつめ愛莉 羽月希 神納花（8月17日、WOW!）
- 一緒にこの娘、シツケません? 桜咲姫莉 神納花（9月8日、ワープエンタテインメント）
- 神納花 べろチュウ濃厚セックス（11月6日、アロマ企画）
- コスプレイヤー全員中出しハーレムVR 永井みひな 神納花 黒木いくみ 朝比奈菜々子 藤にいな 石原ルリカ 松井レナ 美咲まや 綾瀬ひなの MIRANO（12月5日、ZUKKON/BAKKON）

- アナルレズ 可憐な女の子の穴という穴を指と舌で犯す 結まきな 神納花（9月5日、SODクリエイト）
- アナルフィストできるVR 神納花の少しずつ拡張した尻穴にアナタのフィストをぶちこむ!（11月1日、SODクリエイト）

- タクシー乗車中に爆睡。目が覚めたら美人タクシー運転手がフェラチオしていた… 神納花（6月19日、SODクリエイト）
- ボクは厨房で働くマスク美女に仕事中もずっとフェラされています 神納花（7月17日、SODクリエイト）
- 高級旅館の不愛想な若女将 なが～い蛇舌で全身ねっとり濃厚に舐め尽くさせて、軽蔑されながら高飛車なマ●コに3発種付けしてやった 神納花（7月31日、SODクリエイト）
- 穴という穴を舐めほじり犯す蛇舌M性感 神納花 美波こづえ（10月6日、AQUA）

### イメージDVD
- スイートマッサージサロン 神納花 × 美らかのん（2020年11月27日、オルスタックソフト販売）
- スイートマッサージサロン 神納花 × 有村のぞみ（2021年7月30日、オルスタックソフト販売）

## 出演

### 映画
※太字の役名は主役（メインヒロイン）を意味する。
管野しずか 名義
- 女真剣師 色仕掛け乱れ指（2011年10月7日公開、監督：田中康文、オーピー映画）- 中村真希 役[13]
- 感じる若妻の甘い蜜（2012年5月18日公開、監督：田中康文、オーピー映画）- 津田かなえ 役[14]

神納花 名義
- 溺れるふたり ふやけるほど愛して（2016年6月10日公開、監督：荒木太郎、オーピー映画）- 小山内美紀 役[15]
- 色慾怪談 ヌルっと入ります（2016年8月5日公開、監督：荒木太郎、オーピー映画）- くに子 役[16]
- 結婚前夜　やさしく挿れて（2017年2月3日、オーピー映画）- 斉藤春子 役[17]
- おっとり姉さん 恥骨で誘う（2018年2月9日、監督：竹洞哲也、オーピー映画）- 遠藤愛子 役[18]
- 遠藤家遺産戦争（2018年8月、OP PICTURES）- 遠藤愛子 役（「おっとり姉さん～」の一般公開編集版）[19]
- アブノーマルファミリー 新妻なぶり（2018年11月16日、監督：山内大輔、オーピー映画）- カズコ 役[20]
- TOMATOES（2019年2月、監督：望月元気）- 鈴木亜希子 役
- 生つば美人妻　妄想で寝取られて（2021年2月21日、監督：竹洞哲也、オーピー映画）- 丸石朋子 役
- しゅら-縄の姉妹‐（2023年5月、TOHJIRO（伊藤智生）監督） - 奥村花 役

### オリジナルビデオ
- 夜王伝説 2 ネオン街の誘惑に踊る美女たち（2021年10月6日、竹書房）
- HEROINEアクションピンチ 巨大ヒロイン（R）地球の守護女神バーンレディ 後編（2023年4月28日、ZENピクチャーズ）- 極悪女ブランダ―クイーン 役
- ウィッチハンターサヤカ 七人の魔女スネーク 前編（2023年10月13日、ZENピクチャーズ）- 魔女スネーク 役

### ウェブドラマ
- 時空変態童貞（2023年2月3日、シネポップ、シネマファスト）[21]

### 配信
2つの番組は不定期に生配信される。無料配信と有料配信のところがある。
- 神納花の〜今日も生きてます〜（FC2ライブアダルト）
- はすはなチャンネル（FC2ライブアダルト） -  鵺神蓮（縛師）と共演

### 舞台
- 兎小屋 B100の経過観察～不思議の国のアリスはお尻が突っかかって穴をくぐれない～（2022年12月28日 - 12月31日、池袋・シアターKASSAI）

## 書籍・その他

### デジタル写真集
- addiction（2021年6月2日、u_f_o、撮影：上野元行）

### ムック
- 淫虐 奴隷シネマ館（2018年4月16日、三和出版）ISBN 978-4-7769-1889-9

### 雑誌
- マニア倶楽部 2019年7月号（2019年5月27日、三和出版）- 『奴隷たまもの調教日記【レズ調教編】』にゲスト主演。
- 月刊FANZA 2019年8月号（2019年6月22日、ジーオーティー）- インタビュー
- 月刊FANZA 2019年9月号（2019年7月22日、ジーオーティー）- インタビュー

### アダルトグッズ
- 神納花のパンティーA 生写真付き（2018年2月7日、AV女優のパンティ）※数量限定販売